# Xaverovský rybník
Xaverovský rybník (dříve Xaverovský rybník I příp. Biologický rybník I) je jedním ze dvou rybníků nalézajících se jižně od Horních Počernic v Praze na Svépravickém potoce. Je podlouhlého trojúhelníkovitého charakteru. Je orientován východo-západním směrem s hrází na západ. Od východu je napájen Svépravickým potokem, který dále pokračuje na západ do Xaverovského rybníka II. Na jižním břehu rybníka je betonová cesta a za ní dálnice D11. Na severní straně je zeleň a za ní asfaltová cesta po které vede cyklotrasa A258. Rybník je součástí Přírodního parku Klánovice-Čihadla. Rybník vznikl v 19. století.

## Galerie

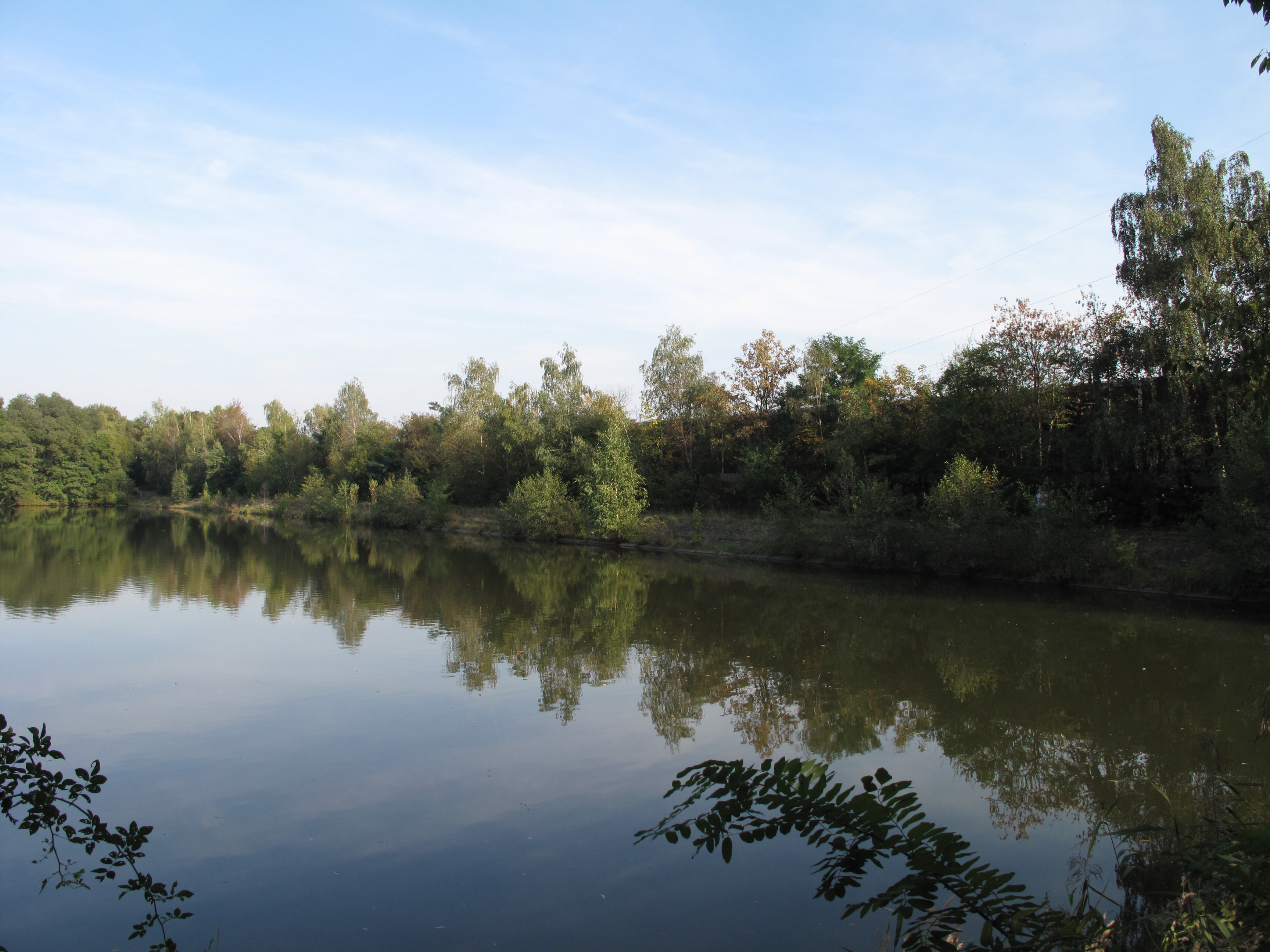
Břeh s hranou dálnice D11
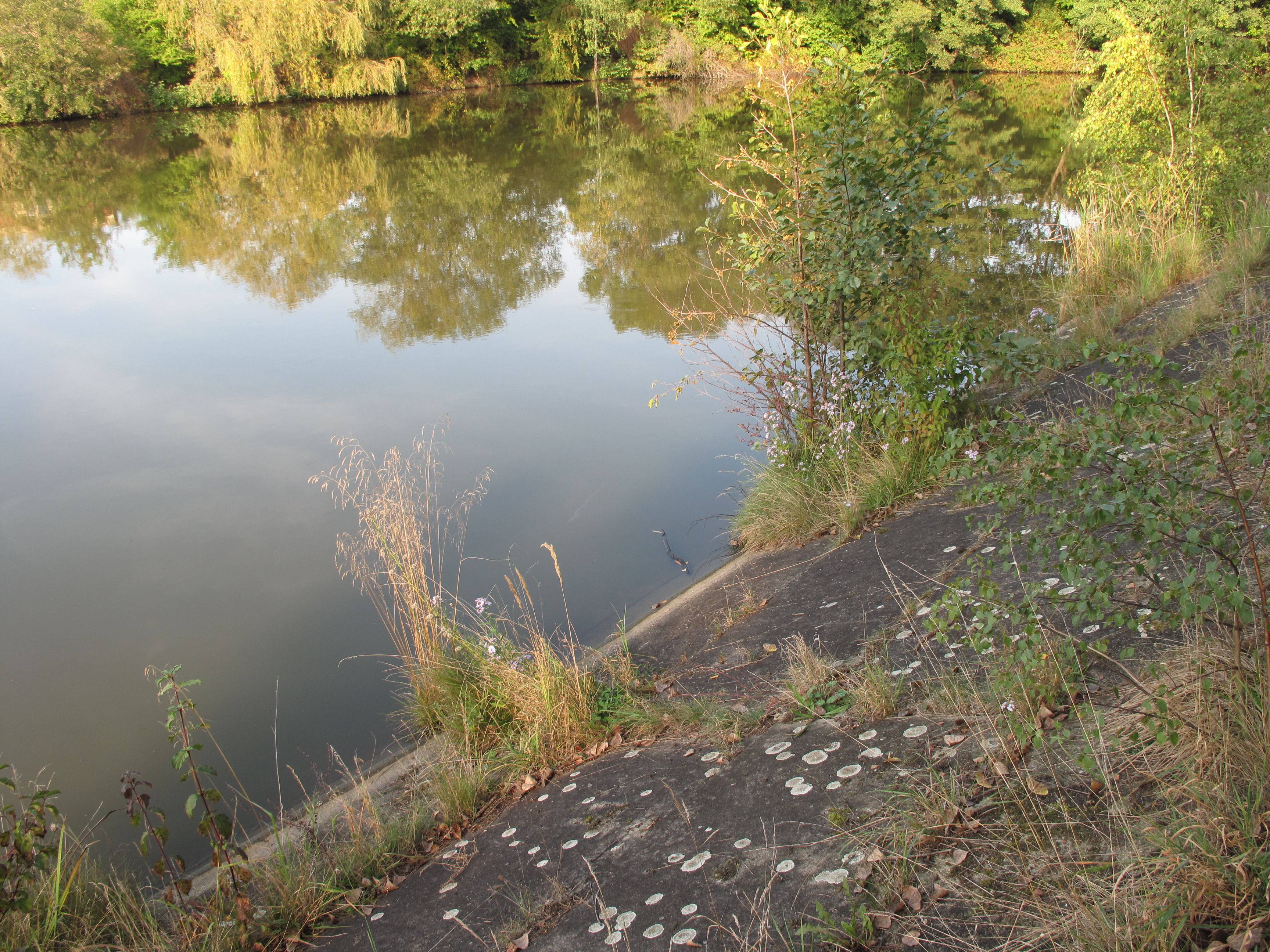
Betonový břeh
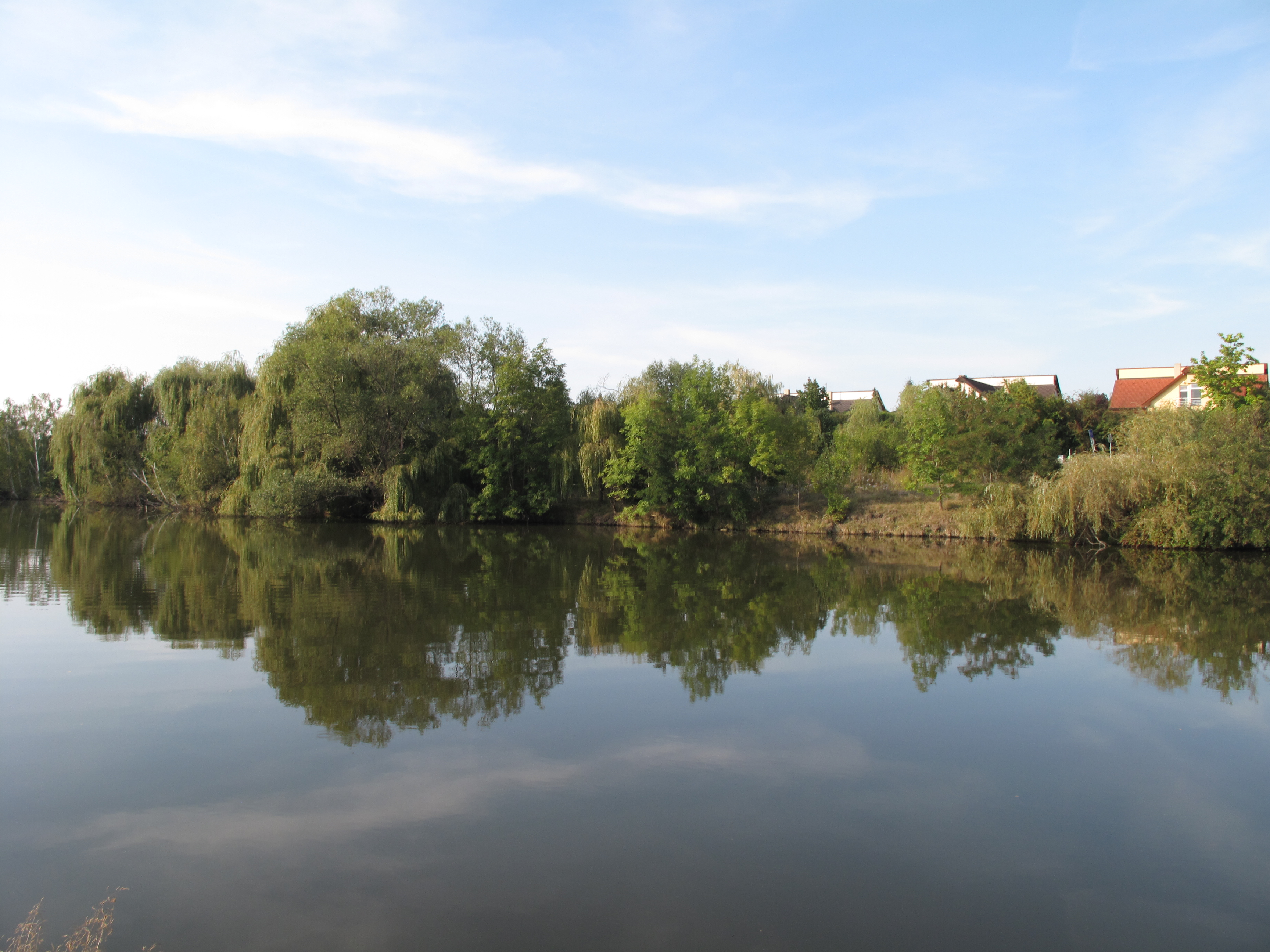
Břeh naproti dálnici